# Abhimanyu

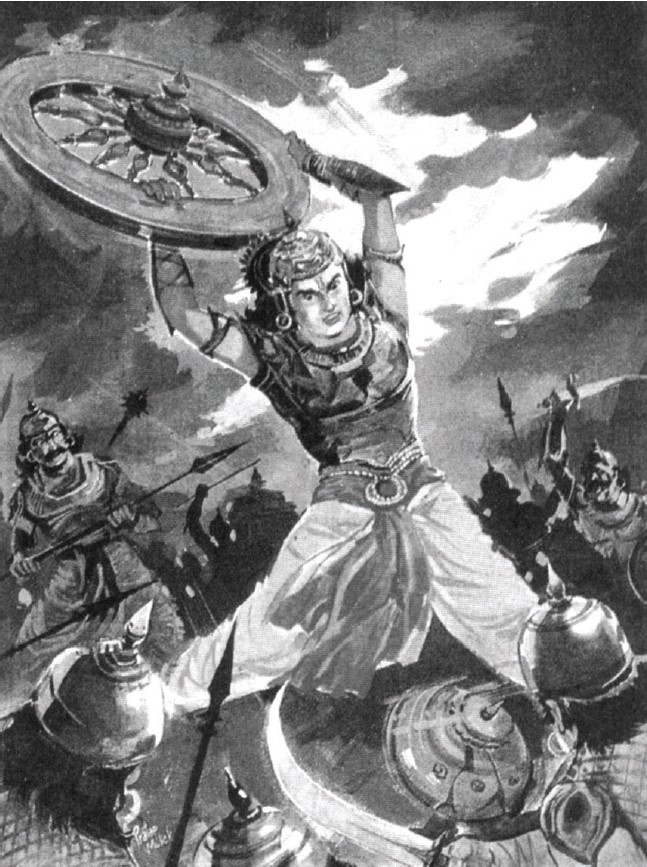
Abhimanyu verwendet ein Wagenrad als Waffe. Buchillustration von Pratap Mullick, 1970

Abhimanyu (Sanskrit अभिमन्यु abhimanyu, m.) war in der indischen Mythologie ein mächtiger Krieger und der Sohn von Arjuna, dem Helden der Mahabharata, und von dessen Gattin Subhadra. 
Er wurde in der großen Schlacht von Kurukshetra von den Kauravas getötet.